# Гобовце
Гобовце (словен. Gobovce) — поселення в общині Накло, Горенський регіон, Словенія. Висота над рівнем моря: 374 м.